# Aphrodisium semignitum
Aphrodisium semignitum es una especie de escarabajo longicornio del género Aphrodisium, tribu Callichromatini. Fue descrita científicamente por Chevrolat en 1841.
Se distribuye por Filipinas. Mide 25-36,5 milímetros de longitud. El período de vuelo ocurre en los meses de mayo, junio, julio, septiembre, octubre, noviembre y diciembre.